# Zapasy na Letnich Igrzyskach Olimpijskich 1972 – kategoria do 52 kg w stylu klasycznym
Zmagania mężczyzn do 52 kg to jedna z dziesięciu męskich konkurencji w zapasach w stylu klasycznym rozgrywanych podczas Letnich Igrzysk Olimpijskich 1972. Pojedynki w tej kategorii wagowej odbyły się w dniach 5 – 10 września.

## Zasady[1]
Punktacja opierała się na systemie "złych punktów karnych". Zwycięzca otrzymywał zero punktów za wygraną przez "tusz" (łopatki) lub dyskwalifikację; pół punktu za przewagę techniczną, a jeden za zwycięstwo na punkty. Dwa punkty przyznawano za remis, a dwa i pół za remis i pasywność. Za porażkę na punkty zawodnik otrzymywał trzy punkty. Przegrana przez przewagę techniczną skutkowała 3,5 punktami karnymi, a za łopatki lub dyskwalifikację przyznawano 4 punkty karne. Uzyskanie sześciu lub więcej punktów eliminowało zapaśnika z turnieju. Najlepsza trójka walczyła w rundzie finałowej.

## Klasyfikacja[2]
| Pozycja | Nazwisko                        | Kraj           |
| ------- | ------------------------------- | -------------- |
| 1       | Petyr Kirow                     | Bułgaria       |
| 2       | Kōichirō Hirayama               | Japonia        |
| 3       | Giuseppe Bognanni               | Włochy         |
| 4       | József Doncsecz                 | Węgry          |
|         | Jan Michalik                    | Polska         |
|         | Miroslav Zeman                  | Czechosłowacja |
| 7       | Vasilios Ganotis                | Grecja         |
| 8       | Dżamsrangijn Mönch-Oczir        | Mongolia       |
|         | Boško Marinko                   | Jugosławia     |
| 10      | Fritz Huber                     | RFN            |
|         | Ahmet Tren                      | Turcja         |
| 12      | Enrique Jiménez                 | Meksyk         |
| 13      | Witalij Konstantinow            | ZSRR           |
| 14      | Gheorghe Stoiciu                | Rumunia        |
| 15      | Mahdi Hurijar                   | Iran           |
|         | Muhammad Karmus                 | Maroko         |
| 17      | Trond Martiniussen              | Norwegia       |
|         | Javier León                     | Peru           |
|         | Leonel Duarte                   | Portugalia     |
| 20      | Pertti Ukkola                   | Finlandia      |
| 21      | As-Sajjid Ibrahim Abd al-Fattah | Egipt          |

## Wyniki

### Pierwsza runda[3]
| Zwycięzca                | Punkty karne | Wynik                                  | Przegrany                       | Punkty karne |
| ------------------------ | ------------ | -------------------------------------- | ------------------------------- | ------------ |
| Petyr Kirow              | 0            | Łopatki                                | Mahdi Hurijar                   | 4            |
| Miroslav Zeman           | 1            | Na punkty                              | Muhammad Karmus                 | 3            |
| Dżamsrangijn Mönch-Oczir | 0            | Bez walki                              |                                 |              |
| Fritz Huber              | 0            | Łopatki                                | Trond Martiniussen              | 4            |
| Gheorghe Stoiciu         | 4            | Obustronna dyskwalifikacja za paywność | József Doncsecz                 | 4            |
| Boško Marinko            | 0            | Łopatki                                | Javier León                     | 4            |
| Ahmet Tren               | 1            | Na punkty                              | Enrique Jiménez                 | 3            |
| Vasilios Ganotis         | 0            | Łopatki                                | Leonel Duarte                   | 4            |
| Witalij Konstantinow     | 0,5          | Na punkty                              | As-Sajjid Ibrahim Abd al-Fattah | 3,5          |
| Kōichirō Hirayama        | 1            | Na punkty                              | Giuseppe Bognanni               | 3            |
| Jan Michalik             | 1            | Na punkty                              | Pertti Ukkola                   | 3            |

### Druga runda[4]
| Zwycięzca                       | Punkty karne | Wynik       | Przegrany            | Punkty karne |
| ------------------------------- | ------------ | ----------- | -------------------- | ------------ |
| Miroslav Zeman                  | 2            | Na punkty   | Mahdi Hurijar        | 7            |
| Petyr Kirow                     | 0            | Łopatki     | Muhammad Karmus      | 7            |
| Dżamsrangijn Mönch-Oczir        | 0            | Łopatki     | Trond Martiniussen   | 8            |
| Gheorghe Stoiciu                | 5            | Na punkty   | Fritz Huber          | 3            |
| József Doncsecz                 | 4            | Łopatki     | Boško Marinko        | 4            |
| Enrique Jiménez                 | 3            | Łopatki     | Javier León          | 8            |
| Ahmet Tren                      | 3            | Remis       | Vasilios Ganotis     | 2            |
| Kōichirō Hirayama               | 1            | Łopatki     | Leonel Duarte        | 8            |
| Giuseppe Bognanni               | 3            | Łopatki     | Witalij Konstantinow | 4,5          |
| Jan Michalik                    | 1            | Bez walki   |                      |              |
| Pertti Ukkola                   |              | Wycofał się |                      |              |
| As-Sajjid Ibrahim Abd al-Fattah |              | Wycofał się |                      |              |

### Trzecia runda[5]
| Zwycięzca         | Punkty karne | Wynik     | Przegrany                | Punkty karne |
| ----------------- | ------------ | --------- | ------------------------ | ------------ |
| Petyr Kirow       | 1            | Na punkty | Jan Michalik             | 4            |
| Miroslav Zeman    | 2            | Łopatki   | Dżamsrangijn Mönch-Oczir | 4            |
| József Doncsecz   | 5            | Na punkty | Fritz Huber              | 6            |
| Boško Marinko     | 4            | Łopatki   | Gheorghe Stoiciu         | 9            |
| Vasilios Ganotis  | 2            | Łopatki   | Enrique Jiménez          | 7            |
| Giuseppe Bognanni | 4            | Na punkty | Ahmet Tren               | 6            |
| Kōichirō Hirayama | 2            | Na punkty | Witalij Konstantinow     | 7,5          |

### Czwarta runda[6]
| Zwycięzca         | Punkty karne | Wynik     | Przegrany                | Punkty karne |
| ----------------- | ------------ | --------- | ------------------------ | ------------ |
| Jan Michalik      | 5            | Na punkty | Miroslav Zeman           | 5            |
| Petyr Kirow       | 1            | Łopatki   | Dżamsrangijn Mönch-Oczir | 8            |
| József Doncsecz   | 5            | Łopatki   | Vasilios Ganotis         | 6            |
| Kōichirō Hirayama | 2            | Łopatki   | Boško Marinko            | 8            |
| Giuseppe Bognanni | 4            | Bez walki |                          |              |

### Piąta runda[7]
| Zwycięzca         | Punkty karne | Wynik     | Przegrany       | Punkty karne |
| ----------------- | ------------ | --------- | --------------- | ------------ |
| Giuseppe Bognanni | 5            | Na punkty | Jan Michalik    | 8            |
| Petyr Kirow       | 2            | Na punkty | Miroslav Zeman  | 8            |
| Kōichirō Hirayama | 3            | Na punkty | József Doncsecz | 8            |

### Runda finałowa[8]
| Zwycięzca         | Punkty karne | Wynik     | Przegrany                                    | Punkty karne |
| ----------------- | ------------ | --------- | -------------------------------------------- | ------------ |
| Kōichirō Hirayama | 1            | Na punkty | Giuseppe Bognanni(zaliczony wynik z I rundy) | 3            |
| Petyr Kirow       | 0            | Łopatki   | Giuseppe Bognanni                            | 4            |
| Petyr Kirow       | 0            | Łopatki   | Kōichirō Hirayama                            | 4            |